# Мальцеви

Інтер'єр садиби Паїсія Мальцева в Балаково

Ма́льцеви — багатий купецький рід з Надволжя, який займався хліботоргівлею. Належали до старообрядців-попівців Білокриницької згоди (нині - Російська Православна Старообрядницька Церква), були піклувальниками монастирів і скитів, благодійниками та храмобудівельниками.
Засновник династії — селянин Михайло Тимофійович (за іншими даними - Трохимович) Мальцев. Місце і рік народження невідомі. Згідно з даними Державного архіву Самарської області відомо, що вже в 1849 році М. Т. Мальцев проживав в Ніколаєвську, мав салотопенний і бійний заводи біля Балакова і числився Рильським купцем, вихідцем з Рильських міщан. За особливий героїзм, проявлений ним у Кримській війні, отримав земельний наділ в Поволжі в селі Балаково Ніколаєвського повіту (нині місто Балаково Саратовської області) і, здаючи орну землю в оренду, торгуючи хлібом, зумів настільки збільшити свій наділ, що до 1861 року став одним з найбільших землевласників регіону, маючи 116 тис. десятин (близько 127 га) землі. Сини Михайла Мальцева, Онисим і Паїсій, продовжили торговельну справу батька. За їх участі в Балаково була створена хлібна біржа, яка, за словами старообрядницького письменника-апологета Федора Євфимовича Мельникова (1874-1960), «диктувала ціни на хліб лондонському Сіті». Мальцевські хлібні пристані в Балаково по вантажообігу поступалися тоді тільки Астрахані, Самарі і Казані.
Онисим Михайлович Мальцев був головним фінансовим ділком в Ніколаєвському повіті. При цьому він був ревним старообрядцем, піклувальником місцевої моленної, в 1907 році відкрив в Балаково громаду Білокриницької згоди — одну з найбільших старообрядницьких громад губернії, ставши її головою. Благодійність свою ретельно приховував, просив нікому не розповідати про свої щедрі пожертвування. На його кошти були побудовані кілька богадільнь і притулків, а в Балаково влаштована школа для дітей старовірів.
Паїсій Михайлович Мальцев закінчив Московський університет, був людиною широко освіченою, спілкувався з Чеховим і Гіляровським, був відомим бібліофілом, колекціонував стародавні книги і рукописи. Цікаво відзначити, що столичний блиск і сухозлітку він проміняв, в результаті, на рідне Балаково. Там він купив двірцеву ділянку, на якій в 1880 році за проектом саратовського архітектора Франциска Івановича Шустера був збудований масивний будинок з підвалом і мансардою. Навколо будинку був чудовий бузковий сад. Пізніше, в 1910-ті роки садиба була реконструйована знаменитим московським архітектором, «творцем російського модерну» Федором Осиповичем Шехтелем (1859-1926). Садиба Паїсія Мальцева збереглася до сих пір, тепер це архітектурний пам'ятник федерального значення. Поруч з садибою Шехтель побудував дивовижної архітектури церкву Трійці на 1200 прихожан.